# Mario Espinosa Contreras
Mario Espinosa Contreras (ur. 22 listopada 1949 w Tepic) – meksykański duchowny rzymskokatolicki, od 2005 biskup Mazatlán.

## Życiorys
Święcenia kapłańskie przyjął 14 lipca 1973 i został inkardynowany do diecezji Tepic. Pracował przede wszystkim w diecezjalnym seminarium (m.in. jako dyrektor rocznika propedeutycznego oraz jako wykładowca teologii duchowości). Był także wykładowcą Papieskiego Uniwersytetu Meksyku oraz rektorem domu księży studentów w stołecznym mieście.
2 kwietnia 1996 został mianowany biskupem Tehuacán, zaś 11 maja 1996 przyjął sakrę biskupią z rąk kard. Adolfo Suáreza Rivery. 3 maja 2005 papież Jan Paweł II mianował go biskupem Mazatlán.